# Sebastian Chmara (ur. 1999)
Sebastian Chmara (ur. 6 grudnia 1999) – polski lekkoatleta specjalizujący się w skoku o tyczce.
Od 12. roku życia trenował wieloboje lekkoatletyczne. W drugiej połowie 2017 roku zaczął specjalizować się w skoku o tyczce. W lutym 2018 w konkurencji tej, z wynikiem 4,65 m, został mistrzem Polski juniorów, a następnie, uzyskując 4,60 m, ex aequo z Damianem Tomalikiem, zdobył brązowy medal halowych mistrzostw Polski seniorów.
Pochodzi z rodziny o lekkoatletycznych tradycjach – jego ojcem jest wieloboista Sebastian Chmara, a wujem – tyczkarz Mirosław Chmara.
Rekordy życiowe: stadion – 5,20 m (24 sierpnia 2022, Szczecin); hala – 5,12 m (6 lutego 2022 oraz 19 lutego 2023, Toruń).